# 科林·多德斯韦尔
科林·多德斯韦尔（英語：Colin Dowdeswell，1955年5月12日—），生于英格兰伦敦，罗得西亚、瑞士、英国前男子网球运动员。他曾获得1976年法国网球公开赛混合双打亚军。他的生涯最高单打世界排名为第31名。